# ديفيد هانسن
ديفيد هانسن (بالنرويجية البوكمول: David Hanssen)‏ (13 نوفمبر 1976 بترومسو في النرويج - ) هو مدرب كرة قدم ولاعب كرة قدم نرويجي في مركز الوسط. لعب مع نادي ستابك ونادي ستارت ونادي سترومسغودست ونادي فوليرينغا وHønefoss BK ‏.

## وصلات خارجية
- ديفيد هانسن على موقع قاعدة بيانات كرة القدم.إي يو (الإنجليزية)